# Wsiewołod Mierkułow
Wsiewołod Nikołajewicz Mierkułow, (ros.) Всеволод Николаевич Меркулов, ps. „Teoretyk” (ur. 25 października?/6 listopada 1895 w Zakatale, zm. 23 grudnia 1953 w Moskwie) – wysoki funkcjonariusz Czeka/OGPU/NKWD oraz dramaturg narodowości rosyjsko-gruzińskiej. Generał armii, pierwszy zastępca i bliski współpracownik Ławrientija Berii, szef GUGB (1938–1941), NKGB (1941 i 1943–1946), minister bezpieczeństwa państwowego ZSRR (1946) i minister kontroli państwowej ZSRR (1950–1953).
Zbrodniarz komunistyczny, między innymi jeden z wykonawców zbrodni katyńskiej. Po upadku Berii stracony.

## Życiorys
Syn szlachcica Nikołaja, kapitana carskiej armii, i gruzińskiej szlachcianki Ketowany z domu Cinamzgwariszwili. Wychował się w Tbilisi. Po maturze zdanej z wyróżnieniem w 1913 podjął studia fizyki i matematyki na Uniwersytecie Petersburskim, które jednak musiał przerwać w 1916 w związku z poborem do wojska po wybuchu I wojny światowej. Służył w różnych jednostkach, został mianowany w 1917 chorążym. W 1918 powrócił do rodzinnego Tbilisi, gdzie przez trzy lata pracował jako pracownik administracyjny w tamtejszej szkole dla niewidomych.
Służbę w aparacie bezpieczeństwa Mierkułow rozpoczął w 1921 w gruzińskiej Czeka. W 1925 wstąpił do WKP(b). Od 1931 pracował w gruzińskim aparacie partyjnym .
W 1938 był zastępcą szefa GUGB NKWD ZSRR i szefem 3 Wydziału (kontrwywiadu), zaś od grudnia tego roku pierwszym zastępcą komisarza ludowego spraw wewnętrznych (NKWD) ZSRR Ławrientija Berii i jednocześnie szefem GUGB NKWD. W czasie agresji ZSRR na Polskę nadzorował z Kijowa koordynację działań grup operacyjno-czekistowskich na okupowanym terytorium państwa polskiego. Wraz z Leonidem Basztakowem i Bogdanem Kobułowem wchodził w skład Kolegium Specjalnego NKWD, tzw. trójki NKWD (Osoboje Sowieszczanije). Był faktycznym kierownikiem operacji „rozładowania” obozów jenieckich i więzień w kwietniu i maju 1940. Ponosi odpowiedzialność za zbrodnię katyńską.
3 lutego 1941 został mianowany komisarzem ludowym bezpieczeństwa państwowego ZSRR, kierował komisariatem do 20 lipca 1941. Po jego likwidacji objął ponownie funkcję pierwszego zastępcy szefa NKWD Ławrientija Berii, którą sprawował do 16 kwietnia 1943. W międzyczasie pełnił inne funkcje m.in. szefa Wydziału I, zajmującego się ochroną kierownictwa WKP(b) i rządu.
W lutym 1942 w Mcensku Wsiewołod Mierkułow jako specjalny wysłannik Stalina odbył serię spotkań z SS-Obergruppenführerem Karlem Wolffem w ramach rokowań na temat zawieszenia broni na froncie wschodnim. Strony nie doszły jednak do porozumienia.
Po kolejnej reorganizacji aparatu bezpieczeństwa ZSRR w 1943 i ponownym utworzeniu Ludowego Komisariatu Bezpieczeństwa Państwowego (NKGB) Mierkułow stanął na jego czele. Kierował nim od 14 kwietnia 1943 i dalej od 15 marca 1946 już jako ministerstwem do 4 maja tego samego roku, kiedy został zastąpiony przez Wiktora Abakumowa.
Zwolniony ze służby bezpieczeństwa w maju 1946, został zastępcą szefa, a następnie w 1947 szefem głównego zarządu dóbr zagranicznych przy Radzie Ministrów ZSRR. W 1950 został ministrem kontroli państwowej ZSRR.
Po aresztowaniu Berii w 1953 Mierkułow został także aresztowany w sierpniu 1953 i stracony 23 grudnia 1953.
Mierkułow pod literackim pseudonimem Wsiewołod Ross napisał kilka sztuk teatralnych, które były wystawiane na scenach teatrów moskiewskich, w tym «Inżynier Siergiejew” (wystawiana w Teatrze Małym) .

## Odznaczenia
- Order Lenina – 26 kwietnia 1940
- Order Czerwonego Sztandaru – 3 listopada 1944
- Order Kutuzowa I Klasy – 18 marca 1944 (odebrany pośmiertnie 4 kwietnia 1962)
- Order Republiki (Tuwińska Republika Ludowa) (18 sierpnia 1943)
- dziewięć medali